# Friedrich Franz Bauer
Friedrich Franz Bauer (* 18. Januar 1903 in Pfaffenhofen an der Ilm; † 1972) war ein deutscher Fotograf und Mitglied der NSDAP. Er ist vor allem für seine Propagandafotografien aus verschiedenen Konzentrationslagern bekannt.

## Leben
Nach einer Lehre als Fotograf im Studio seiner Eltern in Pfaffenhofen bildete er sich in München unter anderem an der Bayerischen Staatslehranstalt für Lichtbildwesen weiter. In den 1920er- und frühen 1930er-Jahren wurde er mehrfach für seine fotografischen Arbeiten ausgezeichnet. 1930 eröffnete er zusammen mit seinem jüngeren Bruder Karl Ferdinand Bauer (* 1904) ein eigenes Fotostudio in München. In der Zeit des Nationalsozialismus wurde er durch Fotografien für die NS-Propaganda bekannt.

## F. F. Bauer GmbH
Schon 1922 traten die Brüder der NSDAP und der SA bei. Nach deren Verbot und wiederum dessen Aufhebung traten sie der Partei erneut bei, Karl Ferdinand 1929, Friedrich Franz zum 1. September 1930 (Mitgliedsnummer 293.916), im Juli 1933 dann der SS (SS-Nummer 36.213). Durch persönliche Kontakte Friedrich Franz Bauers zu Heinrich Himmler avancierten sie rasch zu offiziellen NS-Fotografen. Auf Grund finanzieller Schwierigkeiten wurde das Fotostudio 1937 in die „F. F. Bauer GmbH“ umgewandelt, in der die SS die Mehrheit hielt und die dem SS-Wirtschafts- und Verwaltungshauptamt (WVHA) unterstand. 1939 wurden die Geschäftsräume von München nach Berlin verlegt. In Berlin legte Bauer im Reichssicherheitshauptamt in der Prinz-Albrecht-Straße 8 ein offizielles SS-Archiv an.
Spannungen zwischen den Fotografenbrüdern, die als Schützlinge Heinrich Himmlers stets an ihrer Aktualitäten- und Pressefotografie festhielten, und den Zuständigen im WVHA, welche die GmbH in erster Linie als Bildverlag zu nutzen gedachten, führten 1942 zur Entlassung der F. F. Bauer GmbH aus der Dienstaufsicht des WVHA. Friedrich Franz Bauer konnte mittels seiner Kontakte zu Himmler ein Ausbooten durch Oswald Pohl verhindern und übernahm die Gesellschaft wieder selbst, während Pohl stattdessen den Großdeutschen Bilderdienst gründete, der nach einem halben Jahr im September 1942 in Völkischer Kunstverlag umbenannt wurde.

## Werk
Vor 1932 machte sich Friedrich Franz Bauer einen Namen als Kunstfotograf. Er leitete auch die Bildberichterstattung über die Oberammergauer Passionsspiele 1930 sowie über die Salzburger Festspiele 1932. Als SS-Fotograf wurde er vor allem bekannt durch seine NS-Propagandafotografien: Architekturfotografie und Porträtaufnahmen prominenter Nationalsozialisten und SS-Führer; zudem galt er in der Öffentlichkeit als „Himmlers persönlicher Fotograf“. Insbesondere Aufnahmen aus dem KZ Dachau, die unter dem Titel „Die Wahrheit über Dachau“ bereits 1933 in der Münchner Illustrierten Presse erschienen und durch einen positiv gestimmten Artikel aufkommende Gerüchte über das KZ zerstreuen sollten, sowie Aufnahmen, die 1936 für die Zeitschrift Illustrierter Beobachter gemacht worden waren, machten ihn zum fragwürdigen Dokumentaristen des frühen nationalsozialistischen Lagersystems. Bauer war bei vielen wichtigen Ereignissen dabei; so etwa beim Einmarsch in Österreich und in das Sudetenland 1938 an der Seite von Heinrich Himmler und Adolf Hitler. Bauer fotografierte SS-Kasernengebäude als Motive für zeitgenössische Ansichtskarten; so u. a. 1937 die von Hermann Alker gebaute SS-Kaserne in Radolfzell am Bodensee, ferner die SS-Kasernen von Arolsen, Ellwangen (Jagst) und Unna oder andere SS-Bauten wie die SS-Junkerschule Bad Tölz.